# Leonel Rocco
Leonel Rocco Herrera (Montevideo, 18 settembre 1966) è un allenatore di calcio ed ex calciatore uruguaiano, di ruolo portiere.

## Palmarès

### Giocatore

#### Competizioni nazionali
- Liguilla Pre-Libertadores de América: 1

Nacional: 1993